# Marlierea estrellensis
Marlierea estrellensis är en myrtenväxtart som beskrevs av Otto Karl Berg. Marlierea estrellensis ingår i släktet Marlierea och familjen myrtenväxter. Inga underarter finns listade i Catalogue of Life.